# ماراثون دبي
ماراثون دبي هو سباق ماراثون يقام سنوياً في مدينة دبي، الإمارات العربية المتحدة، أقيم السباق لأول مرة في 27 نوفمبر 1998.

## التاريخ

### البدايات
أُقيم ماراثون دبي الافتتاحي في 27 نوفمبر 1998. بدأ الماراثون خارج نادي الوصل، وانتهى داخل استاد الوصل. شارك في السباق حوالي 150 عداءًا، أنهى السباق 48 منهم.
لا يوجد لدى جمعية إحصائيي سباقات الطرق (ARRS) أي سجل لسباق الماراثون الذي أقيم في دبي في عام 1999.
تم تغيير إدارة الحدث في عام 1999 للنسخة الثانية من الحدث، وانتقل إلى يناير 2000 مع عدم وجود حدث في عام 1999 يتحرك من أجل ظروف مناخية أفضل عندما تم قياس مسار الاتحاد الدولي لألعاب القوى رسميًا بواسطة مقياس الدورة التدريبية من الدرجة الأولى، بول هودجسون وأصبح إصدارًا معترفًا به بالكامل لنتائج عام 2000 عندما أقيمت البداية والنهاية خارج نادي الوصل بدبي يوم الجمعة 14 يناير 2000.

## مسارات ماراثون دبي 2024
يشمل ماراثون دبي ثلاثة مسارات رئيسية وذلك بهدف السماح لجميع العدائين من مختلف الأعمار والفئات بالمشاركة في السباق، ويتيح للمشاركين من جميع دول العالم فرصة مشاهدة أبر المعالم الموجودة في المنطقة، حيث يبدأ كل من هذه المسارات وينتهي في شارع أم سقيم مقابل مدينة جميرا وبالقرب من برج العرب.
- الماراثون الرئيسي تبلغ مسافته 42.195 كم وينطلق من شارع أم سقيم في مدينة جميرا ثم يتجه العدائون يساراً إلى الشارع المتجه إلى الصفوح مرورا بمدخل نخلة جميرا، على الجانب الآخر، مروراً بمدينة دبي للإعلام، ومن ثم يعود المشاركون إلى الخلف عند إشارة منتجع ومارينا ويستن دبي شاطئ الميناء الساحلي، ويعودون بعدها إلى الصفوح مرة أخرى مروراً بمنطقة جميرا وشارع شاطئ جميرا وبرج العرب وفندق جميرا بيتش، ثم يتجهون نحو الجسر الجديد عند الخور وبعدها ينعطفون عائدين إلى تقاطع منطقة الجميرا ثم يلتفون مرة أخرى متجهين إلى خط النهاية قبل أكاديمية شرطة دبي.
- سباق 10 كم الذي يوفر فرصة للمشاركة في الماراثون بمسافة أقل وعلى نطاق أصفر من الماراثون الرئيسي، حيث ينطلق العدائون من شارع أم سقيم باتجاه الصفوح، ويعودون من الجانب الآخر حتى الوصول إلى مدخل جميرا، ومن ثم الإنعطاف وصولاً إلى أكاديمية الشرطة.
- سباق المرح 4 كم الذي تبلغ مسافته 4 كم يبدأ من شارع أم سقيم وينتهي عند أكاديمية شرطة دبي.[6]

## جوائز ماراثون دبي 2024
يحصل جميع المشاركين في ماراثون دبي على قميص وميدالية، وشهادة لإنهاء الماراثون، وينال  الحاصلون على المراكز العشرة الأولى في الماراثون المفتوح  جوائز مادية  حيث يحصل المركز الأول على مبلغ  80,000 دولار أمريكي والثاني 40,000 دولار أمريكي والثالث 20000 دولار أمريكي والرابع 10,000 دولار أمريكي والخامس 5,000 دولار أمريكي والسادس 4,000 دولار أمريكي والسابع 3,000 دولار أمريكي والثامن 2500 دولار أمريكي والتاسع 2,000 دولار أمريكي والعاشر 1500 دولار أمريكي.